# Błona fotograficzna
Błona fotograficzna, film fotograficzny lub tylko film (potocznie: taśma filmowa, niepoprawnie: klisza) – jeden z podstawowych rodzajów materiałów światłoczułych. Błona fotograficzna jest materiałem płaskim i elastycznym. Jedynie podłoże błony jest przezroczyste, zaś pokrywająca je warstwa światłoczuła do czasu wywołania przepuszcza światło w bardzo niewielkim stopniu.

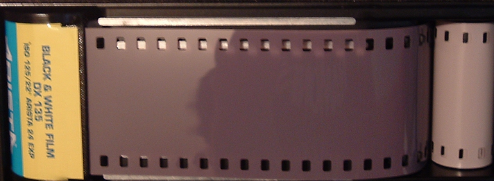
Niewywołana czarno-biała zwojowa błona fotograficzna

## Sposoby konfekcjonowania
- błona cięta – w postaci arkuszy[1] dopasowanych do kasety aparatu fotograficznego (najczęściej wielkoformatowego);
- błona zwojowa – w postaci wstęgi nawiniętej na szpulę lub tuleję[1], o szerokości dopasowanej do aparatów średnioformatowych (zwykle wynoszącej 60 mm) oraz urządzeń przemysłowych (np. naświetlarek);
- film, taśma filmowa – materiał zawierający perforację na jednej lub obu krawędziach w celu ułatwienia precyzyjnego przesuwu w projektorze, kamerze lub aparacie fotograficznym (najczęściej małoobrazkowym) – zwykle o szerokości 35 mm;
- klisza – materiał fotograficzny wykonany na bazie szklanych płytek odpowiedniego formatu; najczęściej występuje w postaci emulsji halogenosrebrowej naniesionej na płytkę szklaną; zalety klisz: duża sztywność – brak odkształceń i przemieszczeń w czasie rejestracji, co jest szczególnie ważne w przypadku materiałów o dużych wymiarach, a także w systemach rejestracji wymagających najwyższego stopnia stabilności układu rejestrującego (w tym także materiału).

## Budowa

1. Podłoże z tworzywa sztucznego; 2. Warstwa przeciwodblaskowa; 3. Emulsja czuła na światło czerwone; 4. Emulsja czuła na światło zielone; 5. Żółty filtr; 6. Emulsja czuła na światło niebieskie; 7. Filtr ultrafioletowy; 8. Warstwa ochronna; 9. Światło widzialne.

Błona fotograficzna składa się z podłoża z tworzywa sztucznego o wysokiej przejrzystości, z naniesioną warstwą emulsji światłoczułej. Dawniej jako podłoże stosowano celuloid, dziś trójoctan celulozy. W przypadku błon barwoczułych, na podłożu naniesione jest kilka warstw emulsji, poprzedzielanych odpowiednimi filtrami barwnymi.

## Obróbka
Błonę fotograficzną po naświetleniu należy poddać procesowi obróbki chemicznej, zwanej wywołaniem. Procesu tego dokonuje się ręcznie w koreksie (pracując z danym materiałem w ciemni fotograficznej) lub maszynowo w minilabie.

## Rodzaje błon fotograficznych
- negatyw barwny
- negatyw czarno-biały
- diapozytyw barwny, przezrocze, slajd
- diapozytyw czarno-biały

## Parametry błon fotograficznych
- balans barwny
- czułość
- format
- rozdzielczość
- rozpiętość tonalna
- sposób reprodukcji barw
- tolerancja naświetlenia
- ziarnistość

## Producenci
Na świecie:
- Agfa, Astrum, Efke, FOMA, Forte, Ferrania, Fujifilm, Ilford, Kodak, Konica, Maco, ORWO, Polaroid

W Polsce:
- Warszawskie Zakłady Fotochemiczne „Foton”
- Bydgoskie Zakłady Fotochemiczne „Foton”

## Nazwy alternatywne
Terminu „film” używa się potocznie do błon zwojowych o dużej długości, natomiast termin „klisza” stał się synonimem błony w dwudziestoleciu międzywojennym, czyli w czasach, gdy dotychczasowe klisze w postaci płytek szklanych zostały wyparte przez znacznie wygodniejsze w użyciu zwojowe materiały światłoczułe.